# Rapolano Terme
Rapolano Terme est une commune italienne de la province de Sienne, dans la région Toscane.

## Administration
| Période                                  | Période  | Identité             | Étiquette | Qualité |
| ---------------------------------------- | -------- | -------------------- | --------- | ------- |
| 2008                                     | En cours | Patrizia Baldicchini |           |         |
| Les données manquantes sont à compléter. |          |                      |           |         |

## Jumelages
Un rapprochement avec la commune française de La Tremblade, en Charente-Maritime, a donné lieu à la signature d'un pacte d'amitié en 2009. Des négociations sont en cours en vue d'un éventuel jumelage entre les deux villes.